# Робер Мерль
Робер Жан Жорж Мерль (фр. Robert Merle; 28 серпня 1908, Тебесса, Алжир — 28 березня 2004, Париж, Франція) — французький письменник і перекладач, лауреат Гонкурівської премії (1947) за роман «Вікенд у Зюйдкооті» («Вікенд на Південному березі»).

## Життєпис
Народився у родині французького військового в Алжирі. 1918 року родина повернулась до Франції.
Вчився у Паризькому університеті «Сорбонна», здобув ступені ліценціата філософії та аґреже англійської мови й літератури, викладав у низці ліцеїв.
Учасник Другої світової війни, потрапив у полон під час Дюнкеркської битви і провів 3 роки в таборі для військовополонених.
У 1948 р. захистив дисертацію, присвячену Оскару Вайлду й викладав у Реннському, Тулузькому, Канському, Руанському, Алжирському університетах, університеті Париж-Нантерр. З 1969 р. займався тільки літературною творчістю.
Розгром французьких і британських військ біля Дюнкерка (Дюнкеркська евакуація), де він потрапив у полон, надихнула Робера Мерля на роман «Вікенд у Зюйдкооті» /«Уїкенд на південному березі»/ (1949 р.), відзначеному Гонкурівською премією.
У 1952 р. вийшов викривальний роман «Смерть — моє ремесло», персонажем якого є німецький офіцер, який керує табором смерті Аушвіц.
Викладання в Університеті Париж-Нантерр, де він спостерігав за студентськими Травневими заворушеннями 1968 року, стали матеріалом для роману «За склом».
У наступні роки створив романи «Острів» (1962 р.), «Тварина, обдарована розумом» (1967 р.), «Мальвіль» (1972 р.), «Чоловіки під захистом» (1974 р.), «Мадрапур» (1976 р.).
У 1997—2003 рр. написав історичну епопею «Доля Франції», яка складається з 13 романів.
Робер Мерль є також автором п'єси, нарисів, художніх перекладів з англійської.
Романи «Вікенд у Зюйдкооті», «Тварина, обдарована розумом», «Смерть — моє ремесло», «Мальвіль» було екранізовано.
Похований на цвинтарі міста Егійон.
2008 року син Робера Мерля П'єр Мерль опублікував у паризькому видавництві «Éditions de l'Aube» велику біографію свого батька під назвою «Робер Мерль: Життя пристрастей» (фр. Robert Merle. Une vie de passions).

## Фантастика у творчості Мерля
До фантастики мають відношення 4 романи: Мерль «Тварина, обдарована розумом» (фр. Un animal doué de raison) , «Мальвіль» (англ. Malevil) , «Чоловіки під охороною» (фр. Les Hommes protégés) , а також філософський роман «Мадрапур» (англ. Madrapour) 

## Нагороди, відзнаки
- Гонкурівська премія (1949)
- Меморіальна премія імені Джона Кемпбелла (1974)

## Переклади українською
- Мерль Р. Смерть — моє ремесло — Київ: Радянський письменник, 1963. — 270 с. Переклад з французької Степана Пінчука та Івана Бабінчука.
- Мерль Р. Острів — Київ: Дніпро, 1966  — 477 с.; Львів: Вид-во Львівського держ. університету вид. об'єдн. «Вища школа», 1983—403 с. Переклад з французької Анатолія Жаловського.
- Мерль Р. Уїкенд на південному березі. «Всесвіт», № 4, 1966 р. Переклад з французької Петра Соколовського.
- Мерль Р. Уїкенд на південному березі. Смерть — моє ремесло. Київ: Дніпро, 1969. — 432 с. Переклад з французької Петра Соколовського (перша назва), Степана Пінчука та Івана Бабінчука (друга назва).
- Мерль Р. Тварина, обдарована розумом — Київ: Радянський письменник, 1971. — 332с. Переклав з французької Григорій Філіпчук.
- Мерль Р. Мальвіль — Київ: Радянський письменник, 1975. — 408 с. Переклав з французької Григорій Філіпчук.
- Мерль Р. За склом — Київ: Радянський письменник, 1978. — 330 с. Переклав з французької Григорій Філіпчук.
- Мерль Р. Чоловіки під охороною — Журнал «Всесвіт», № 6-8, 1989 р. Переклав з французької Григорій Філіпчук.